# Jorge María Mejía
Jorge María Mejía (Buenos Aires, 31 de janeiro de 1923 - Roma, 9 de dezembro de 2014) foi um cardeal argentino, arquivista emérito dos Arquivos Secretos do Vaticano e bibliotecário emérito da Biblioteca Vaticana.

## Primeiros anos e educação
Mejía nasceu em uma família muito conhecida, como o segundo de cinco filhos. A família já tinha outros membros religiosos: um missionário no Japão; e de sua geração dois padres e um bispo, Jaime F. Mejía, SDB, de Nevares.
Entrou no Seminário Metropolitano de Buenos Aires em Villa Devoto em 1939, onde completou seus estudos em filosofia e teologia; mais tarde, frequentou a Pontifícia Universidade São Tomás, Roma, onde obteve um doutorado em teologia; depois, o Pontifício Instituto Bíblico, onde obteve uma licenciatura em ciência bíblica; e a Escola Bíblica e Arqueológica Francesa de Jerusalém dos Padres Dominicanos no convento de Saint-Étienne em Jerusalém (cursos avançados). Além de seu espanhol nativo, ele sabia italiano, inglês, francês, alemão, as línguas bíblicas e algumas línguas orientais.

## Sacerdócio
Ordenado em 22 de setembro de 1945, na catedral de Buenos Aires, pelo cardeal Santiago Luis Copello, arcebispo de Buenos Aires, com dispensa de idade. Ministério pastoral como vigário na paróquia de Santa Rosa de Lima. Mejía fez estudos posteriores em Roma a partir de 1946. Professor de Sagrada Escritura, e também de grego bíblico, hebraico e arqueologia, Faculdade de Teologia, Universidade Católica da Argentina; professor de Sagrada Escritura, "Instituto de Cultura Religiosa Superior" e no Instituto de Ciências Sagradas, Irmãos Maristas. Diretor da revista católica Criterio, 1956-1977. Estudos posteriores em Jerusalém; professor convidado no Instituto Ecumênico de Estudos Teológicos Superiores, Tantur, Israel.
Participou do Concílio Vaticano II (1962-1965) como especialista. Diretor da Comissão sobre Ecumenismo da arquidiocese de Buenos Aires, 1966. Secretário do Departamento de Ecumenismo do Conselho Episcopal Latino-Americano (CELAM), 1967. Presidente do comitê executivo da Federação Católica Mundial para o Apostolado Bíblico, 1969-1972. Após o golpe militar de 1976, uma ameaça de morte fez o padre Jorge Mejía deixar a Argentina para o Vaticano. Secretário da Pontifícia Comissão para as relações com o judaísmo no Secretariado para a Unidade dos Cristãos, 1977. Capelão de Sua Santidade, 20 de setembro de 1978.

## Episcopado
Eleito bispo titular de Apollonia e nomeado vice-presidente do Pontifício Conselho Justiça e Paz, 8 de março de 1986. Recebeu a consagração episcopal em 12 de abril, na igreja de S. Luigi dei Francesi, Roma, pelo Cardeal Roger Etchegaray, assistido pelos arcebispos Eduardo Martínez Somalo e Antonio María Javierre Ortas, SDB. Seu lema episcopal era Ipse est pax nostra. Participou da Quarta Conferência Geral do Episcopado Latino-Americano, Santo Domingo, 1992. Promovido a arcebispo e nomeado secretário da Congregação para os Bispos, em 5 de março de 1994. Secretário do Colégio Cardinalício, em 10 de março de 1994. Arquivista dos Arquivos Secretos do Vaticano e bibliotecário da Biblioteca Vaticana, em 7 de março de 1998.

## Cardinalato
Criado cardeal-diácono no consistório de 21 de fevereiro de 2001; recebeu o barrete vermelho e a diaconia de São Jerônimo da Caridade, em 21 de fevereiro de 2001. Em 2001, foi nomeado membro da Congregação para as Causas dos Santos; do Pontifício Conselho Justiça e Paz; do Pontifício Conselho para o Diálogo Inter-religioso; do Pontifício Conselho para a Cultura; e da Pontifícia Comissão para os Bens Culturais da Igreja. Perdeu o direito de participar do conclave quando completou 80 anos, em 31 de janeiro de 2003. Renunciou ao cargo de arquivista e bibliotecário da Santa Igreja Romana, em 24 de novembro de 2003. Optou pela ordem dos cardeais-presbíteros no consistório de 21 de fevereiro de 2011 e, a seu pedido, sua diaconia foi elevada pro hac vice a título.
 

Cardeal Jorge María Mejía faleceu em 9 de dezembro de 2014, Clínica Pio XI, Roma. Ao tomar conhecimento da notícia da morte do cardeal, o Papa Francisco enviou ao seu irmão, Alejandro Jaime Mejía, um telegrama de condolências. A capela papal em sufrágio de sua alma ocorreu na quinta-feira, 11 de dezembro, no Altar da Cátedra da basílica papal do Vaticano. A liturgia exequial foi celebrada pelo Cardeal Angelo Sodano, decano do Colégio Cardinalício, juntamente com outros trinta e dois cardeais e quatorze arcebispos e bispos. No final da celebração eucarística, o Papa presidiu o rito da Ultima Commendatio e da Valedictio. O sepultamento ocorreu à tarde em sua igreja titular, S. Girolamo della Carità, na praça Farnese.